# Etepe Kakoko
Etepe Kakoko (1950. november 22. –) Kongói Demokratikus Köztársaságbeli válogatott labdarúgó.

## Pályafutása

### A válogatottban
A zairei válogatottban szerepelt. Részt vett az 1972-es, az 1974-es afrikai nemzetek kupáján, illetve az 1974-es világbajnokságon.

## Sikerei, díjai
CS Imana
- Zairei bajnok (2): 1974, 1978

Zaire
- Afrikai nemzetek kupája győztes (1): 1974